# Notarius neogranatensis
Notarius neogranatensis är en fiskart som först beskrevs av Acero P. och Betancur-r. 2002.  Notarius neogranatensis ingår i släktet Notarius och familjen Ariidae. Inga underarter finns listade i Catalogue of Life.